# Facultad de Ingeniería (UNAL Bogotá)
La Facultad de Ingeniería de la Universidad Nacional de Colombia sede Bogotá es una de las cuatro facultades de Ingeniería de ese centro educativo.

## Historia
Por su historia y aporte al desarrollo del país, es considerada la facultad de ingeniería más grande, importante y prestigiosa del país, gracias a sus 164 años formando los más prestigiosos ingenieros de la nación. Funciona dentro de la Ciudad Universitaria y tiene a su cargo varias edificaciones. 
"El origen legal de la actual Facultad de Ingeniería de la Universidad Nacional de Colombia podría establecerse en el Decreto del General Tomas Cipriano de Mosquera que creó el Colegio Militar y la Escuela Politécnica en 1861.
En 1866 el congreso autorizó la expedición de diplomas de idoneidad a los Ingenieros del país y creó el cuerpo de ingenieros como dependencia del gobierno.
La ley 66 de 1867 que creó la Universidad Nacional de los Estados Unidos de Colombia, incorporó a ésta la Escuela de Ingeniería con la cual puso fin al Colegio Militar. De 1881 a 1884 la escuela de Ingeniería funcionó como dependencia del Ministerio de Guerra.
Siguen luego unos años de vida azarosa vinculada con las frecuentes guerras que azotaron el país. A partir de 1902, año que terminó la "guerra de los mil días", la Facultad funcionó sin interrupción bajo la rectoría de eminentes patriotas y hombres de estudio.
Solo hasta 1935 merced a la Ley 68 que creó la Universidad Nacional de Colombia como persona jurídica autónoma, la Escuela de Ingeniería pasó a formar parte de la Universidad Nacional y en 1940 se trasladó a la Ciudad Universitaria con el nombre de facultad de Matemáticas e Ingeniería.
Lentamente fue consolidándose la moderna Facultad de Ingeniería, con el establecimiento de nuevas carreras de acuerdo a las exigencias de los tiempos. Así, en 1961 se creó el Departamento de Ingeniería Eléctrica, en 1964 el Departamento de Ingeniería Mecánica y en 1965 se incorporó el Departamento de Ingeniería Química, como culminación del proceso de integración académica y administrativa que se realizaba en la Universidad. En 1969 se creó el Departamento de Ingeniería Agrícola y en 1978 el Departamento de Ingeniería de Sistemas."

## Organización
La dirección de la facultad reside en el decano, elegido por el Consejo Superior Universitario, de una terna enviada por el Consejo de Facultad. Existen dos vicedecanaturas, una secretaría académica y los departamentos académico-administrativos. 
Carreras
-Ingeniería Agrícola
-Ingeniería Civil
-Ingeniería de Sistemas y Computación
-Ingeniería Eléctrica
-Ingeniería Electrónica
-Ingeniería Industrial
-Ingeniería Mecánica
-Ingeniería Mecatrónica
-Ingeniería Química